# 1372 Haremari
1372 Haremari è un asteroide della fascia principale del diametro medio di circa 23,85 km. Scoperto nel 1935, presenta un'orbita caratterizzata da un semiasse maggiore pari a 2,7653533 au e da un'eccentricità di 0,1488413, inclinata di 16,45116° rispetto all'eclittica. Potrebbe essere un troiano del pianeta nano Cerere.
L'asteroide è dedicato alle donne dell'Istituto di calcolo astronomico. La motivazione del nome specifico non venne mai confermata dallo scopritore ma la ricostruzione più diffusa vuole che sia la giustapposizione dei termini harem, inteso come gineceo, e ARI, dove quest'ultimo è la sigla in tedesco dell'istituto.